# Internet PC
Internet PC – komputer przeznaczony wyłącznie do współpracy z Internetem, stąd interfejsem użytkownika jest przeglądarka internetowa. 